# Lista de episódios de One Punch-Man
Os episódios de One Punch-Man compreende uma lista de episódios da série de anime japonesa, One Punch-Man, baseada no mangá de mesmo nome, criada pelo pseudônimo ONE e ilustrada por Yusuke Murata. É dirigido por Shingo Natsume e Chikara Sakurai, sendo escrito por Tomohiro Suzuki no estúdio Madhouse. Situado na Cidade Z (Z-City), o enredo se concentra em Saitama, um super-herói entediado que tornou-se tão poderoso, que todas as suas batalhas terminam em um único soco — dando origem ao nome do anime. A série também apresenta o estilo dos personagens de Chikashi Kubota, que também atuou como diretor de animação e musical de Makoto Miyazaki. A série foi ao ar no Japão entre 4 de outubro e 20 de dezembro de 2015, transmitida simultaneamente por Daisuki e Hulu. A música-tema de abertura, "Ikareru Ken ni Honō o Tsukero" foi executada pela banda japonesa JAM Project, e o tema final, "Hoshi Yori Saki ni Mitsukete Ageru", por Hiroko Moriguchi. O OVA foi lançado no volume 10 do mangá, em 4 de dezembro de 2015. Outros OVAs adicionais estão incluídos nos volumes Blu-ray Disc e DVD da série, lançados em 24 de dezembro de 2015. A série é licenciada na América do Norte pela Viz Media, que também transmitiu a série em seu serviço Neon Alley, no Reino Unido pela Kazé, e pela Madman Entertainment, na Austrália e Nova Zelândia, que simularam a série no AnimeLab. Na televisão, a série começou a ser exibida pela adult swim, Toonami, em 16 de julho de 2016.

## Resumo
| Temporadas | Temporadas | Episódios | Exibição Original no Japão | Exibição Original no Japão |
| Temporadas | Temporadas | Episódios | Estreia de temporada       | Final de temporada         |
| ---------- | ---------- | --------- | -------------------------- | -------------------------- |
|            | 1          | 1~12      | 4 de outubro de 2015       | 20 de dezembro de 2015     |
|            | 2          | 13~24     | 9 de abril de 2019         | 2 de julho de 2019         |
|            | 3          | N/A       | N/A                        | N/A                        |

## Episódios

### Primeira temporada
| Episódio | Título original no Japão                        | Título oficial no Brasil | Data de exibição (no Japão) |
| -------- | ----------------------------------------------- | ------------------------ | --------------------------- |
| 001      | "Saikyô no Otoko" (最強の男)                    | Homem Mais Forte         | 4 de outubro de 2015        |
| 002      | "Kokô no Saibôgu" (孤高のサイボーグ)            | Ciborgue Solitário       | 12 de outubro de 2015       |
| 003      | "Shûnen no Kagakusha" (執念の科学者)            | Cientista Obsessivo      | 19 de outubro de 2015       |
| 004      | "Imadoki no Ninja" (今時の忍者)                 | Ninja Moderno            | 25 de outubro de 2015       |
| 005      | "Kyūkyoku no Shi" (究極の師)                    | Mestre Definitivo        | 1º de novembro de 2015      |
| 006      | "Saikyô no Toshi" (最恐の都市)                  | Cidade Aterrorizante     | 8 de novembro de 2015       |
| 007      | "Shikō no Deshi" (至高の弟子)                   | Discípulo Supremo        | 15 de novembro de 2015      |
| 008      | "Shinkai no Ō" (深海の王)                       | Rei do Mar Profundo      | 22 de novembro de 2015      |
| 009      | "Fukutsu no Seigi" (不屈の正義)                 | Justiça Irredutível      | 29 de novembro de 2015      |
| 010      | "Katsute nai Hodo no Kiki" (かつてない程の危機) | Perigo Sem Igual         | 6 de dezembro de 2015       |
| 011      | "Zen Ushû no Hasha" (全宇宙の覇者)              | Dominador do Universo    | 13 de dezembro de 2015      |
| 012      | "Saikyō no Hīrō" (最強のヒーロー)               | Herói Mais Forte         | 20 de dezembro de 2015      |

| Topo da Página |
| -------------- |

### Segunda temporada
| Episódio | Título original no Japão               | Título oficial no Brasil         | Data de exibição (no Japão) |
| -------- | -------------------------------------- | -------------------------------- | --------------------------- |
| 013      | "Hīrō no Kikan" (ヒーローの帰還)       | Retorno do Herói                 | 10 de abril de 2019         |
| 014      | "Ningen no Kaijin" (人間の怪人)        | Criatura-Humana                  | 17 de abril de 2019         |
| 015      | "Kari no Hajimari" (狩りの始まり)      | Começa a Caçada                  | 24 de abril de 2019         |
| 016      | "Kinzoku no Batto" (金属のバット)      | Bastão de Metal                  | 1º de maio de 2019          |
| 017      | "Bujutsu no Taikai" (武術の大会)       | Torneio de Artes Marciais        | 8 de maio de 2019           |
| 018      | "Kaijin no Hōki" (怪人の蜂起)          | Insurreição das Criaturas        | 15 de maio de 2019          |
| 019      | "S-kyū no Hīrō" (S級のヒーロー)        | Heróis Classe S                  | 22 de maio de 2019          |
| 020      | "Tsuyoi Yatsu no Teikō" (強い奴の抵抗) | Contra-ataque dos Fortes         | 29 de maio de 2019          |
| 021      | "Saikyō no Nayami" (最強の悩み)        | Dilema Supremo                   | 12 de junho de 2019         |
| 022      | "Seigi no Hōi-Mō" (正義の包囲網)       | Rede Cercante da Justiça         | 19 de junho de 2019         |
| 023      | "Sorezore no Kyōji" (それぞれの矜持)   | Dignidade de Cada Um             | 26 de junho de 2019         |
| 024      | "Deshi no Shirinugui" (弟子の尻拭い)   | Arrumando a Bagunça do Discípulo | 2 de julho de 2019          |

| Topo da Página |
| -------------- |

### Terceira temporada
| Episódio | Título original no Japão | Título oficial no Brasil | Data de exibição (no Japão) |
| -------- | ------------------------ | ------------------------ | --------------------------- |
| 025      | N/A                      | N/A                      | N/A                         |

| Topo da Página |
| -------------- |

## Trilha sonora
| Temporadas | Temporadas   | Título Original no Japão                    | Título Original no Japão                                                                                    | Artista/grupo musical                                     |
| Temporadas | Temporadas   | Canção de abertura                          | Canção de encerramento                                                                                      | Artista/grupo musical                                     |
| ---------- | ------------ | ------------------------------------------- | --- | --------------------------------------------------------- |
|            | 1ª Temporada | The Hero!! Okoreru Kobushi ni Hi wo Tsukero | Hoshi yori Saki ni Mitsukete Ageru                                                                          | JAM Project[a] · Hiroko Moriguchi[b] · Makoto Furukawa[b] |
|            | 2ª Temporada | Seijaku no Apostle                          | Hoshi yori Saki ni Mitsukete Ageru[c] · Kanashimitachi wo Dakishimete[d] · Chizu ga Nakutemo Modoru kara[e] | JAM Project[a] · Hiroko Moriguchi[b] · Makoto Furukawa[b] |

Observações
- ↑[a]  Apenas canção de abertura.
- ↑[b]  Apenas canção de encerramento.
- ↑[c]  Canção de encerramento do episódio 1 ao 11.
- ↑[d]  Canção de encerramento do episódio 12.
- ↑[e]  Canção de encerramento do episódio 13 a 24.